# Batalha de Alcolea
A Batalha de Alcolea ocorreu em 28 de setembro de 1868, sobre uma ponte sobre o rio Guadalquivir, na cidade de Alcolea, Córdoba, Espanha.  Nesta batalha, as forças revolucionárias lideradas pelo general Francisco Serrano y Domínguez derrotaram as forças governamentais da rainha Isabel II da Espanha comandadas pelo general Manuel Pavía, forçando-a a deixar a Espanha e ser exilada na França.

## Antecedentes
Sob o reinado de Isabel II, o monopólio do governo pelo Partido Moderado foi apoiado. Para acabar com esse sistema, forças alternativas como o Partido Progressista e o Partido Democrata assinaram o Acordo de Ostende em 1866, no qual se comprometeram a depor a rainha Isabel II.

## Desenvolvimento da batalha
Os generais Prim e Topete lideraram a insurreição contra Isabel II e começaram uma marcha em direção a Madri. Eles foram recebidos pelas tropas monarquistas de Manuel Pavía y Lacy, marquês de Novaliches, que avançaram até a Andaluzia.
O exército do general Pavía era composto por duas divisões de infantaria, uma divisão de cavalaria, uma brigada de artilharia com 32 canhões de campanha, uma brigada de vanguarda e algumas unidades auxiliares menores, com um total de aproximadamente dez mil homens. Os rebeldes, sob o comando do general Serrano, formaram um exército de tamanho semelhante, embora com menos artilharia.
Pavía planejou seu desdobramento em duas colunas, uma ao longo da estrada na margem direita do Guadalquivir para recuar da ponte na cidade de Alcolea defendida pelas tropas do general Serrano, fortificado com o conhecimento de que as circunstâncias prevalecentes no resto da Espanha naquele momento estavam a seu favor. A outra coluna monarquista avançou ao longo do que hoje é a antiga Estrada Nacional IV – da estação de El Carpio, Las Cumbres, da estação de Los Cansinos e da Vega de Alcolea – para chegar à ponte de frente.
Em 28 de setembro de 1868, os dois exércitos se encontraram. O general Pavía fez um ataque frontal que foi contido pelas tropas rebeldes de Serrano. Para evitar desmoralizar suas tropas, o próprio Pavía decidiu ir para a vanguarda, sendo gravemente ferido no rosto por estilhaços. O general do Estado-Maior Jiménez de Sandoval assumiu o comando e, ao cair da noite, ordenou que as tropas se retirassem e iniciaram as negociações. No total, houve cerca de mil vítimas entre mortos e feridos.